# Angèle Dola Akofa Aguigah
Angèle Aguigah, née le 4 décembre 1955, est une archéologue et femme politique togolaise. Première femme archéologue du Togo, elle devient en 2017 Trésor vivant humain du Togo.

## Biographie

### Enfance et Formations
Angèle Dola Akofa Aguigah née le 4 décembre 1955 à Lomé, capitale du Togo, où elle grandit. Elle étudie à l'université de Paris I Panthéon-Sorbonne de 1978 à 1986, où elle est diplômée d'une licence en archéologie et en histoire de l'Art, d'un master, d'un DEA puis d'un doctorat en archéologie africaine. En 1995, elle obtient un second doctorat sous la direction de Jean Devisse à l'université Paris 1 Panthéon-Sorbonne ,, ce qui fait d'elle l'un des rares étudiants d'Afrique de l'Ouest à être deux fois docteur. 

## Carrière
Angèle Aguigah est à la fois archéologue et haute fonctionnaire.

### Archéologie
Aguigah est responsable du programme archéologique du Togo et maîtresse de conférences à l'Université de Lomé et à l'Université de Kara. Consultante internationale sur le patrimoine culturel, elle donne plusieurs conférences. Ses recherches portent notamment sur les revêtements de sol traditionnels du Togo, notamment les sols en tesson de Tado. Elle démontre que des activités archéo-métallurgiques se sont déroulées au onzième siècle.
Elle dirige des fouilles archéologiques sur les sites de Notsé, Tado, Dapaong, Nook (au Togo) et Bè. Ses recherches à Notsé permettent de définir la fonction des terrassements qui y furent construits : non pour la défense, mais pour délimiter socialement l'espace. Avec Nicoue Gayibor, elle démontre par des fouilles que trente-trois quartiers de Notsé étaient délimités par de tels enclos. Elle coordonne les demandes de sites du patrimoine mondial pour le Togo, en particulier les grottes de Nook et de Mamproug.

### Politique

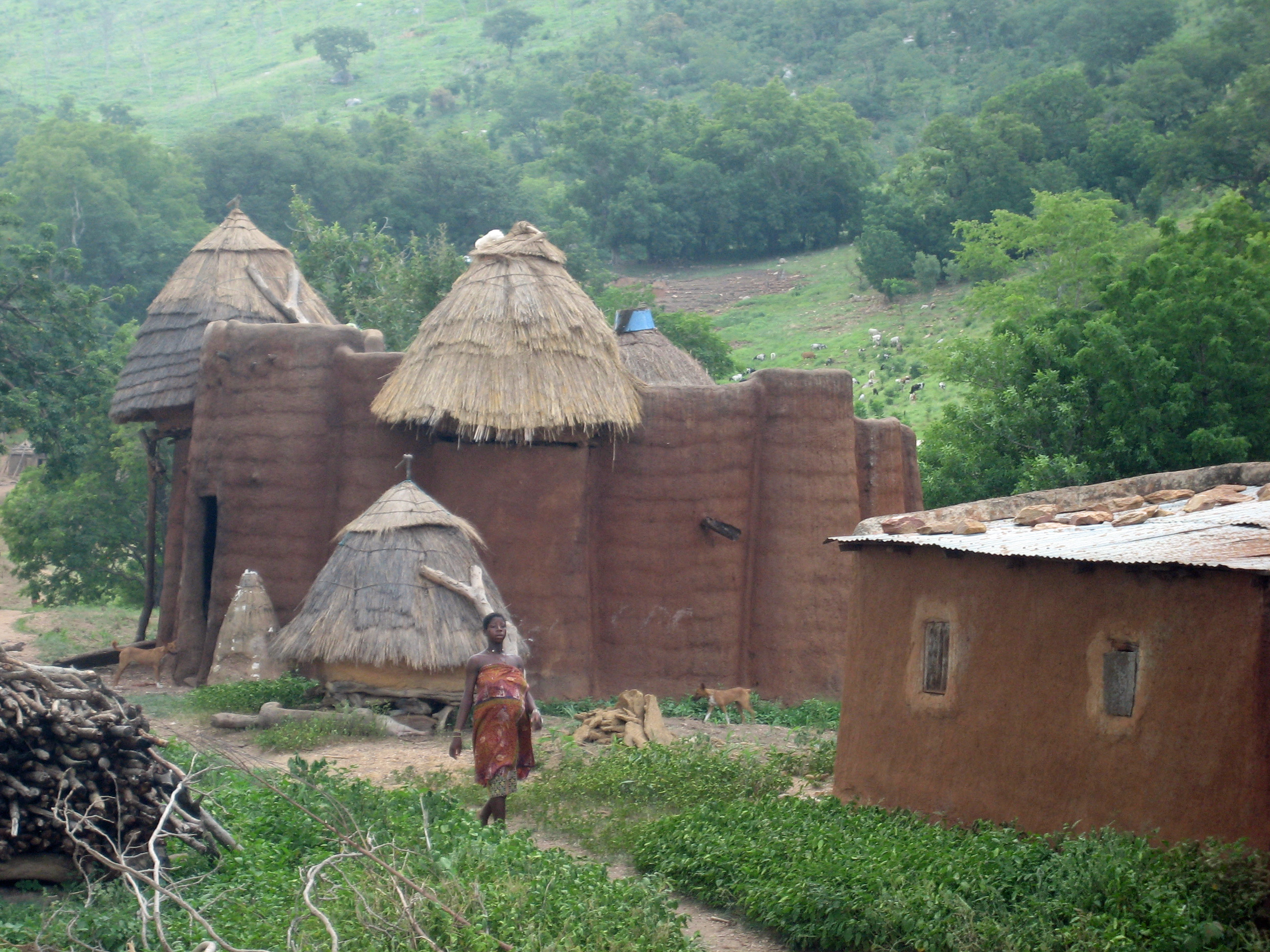
Maison Taberma à Koutammakou, Togo.

Son expérience d'archéologue l'aide à mener une carrière politique. De 2000 à 2003, elle est ministre déléguée auprès du cabinet du Premier ministre chargée du secteur privé du Togo. Elle est ministre de la Culture du Togo à partir de 2003. C'est pendant qu'elle est ministre que le paysage culturel de Koutammakou est inscrit comme site du patrimoine mondial et comme programme d'engagement public. Elle encourage aussi une décentralisation des industries culturelles au Togo, afin de valoriser toutes les régions.
En 2012, elle devient directrice de la Commission électorale nationale indépendante (CENI) du Togo,. Annonçant que les élections pourraient être prêtes en mai 2013, avant la date prévue par le gouvernement en octobre, elle provoque, par ces propos, l'indignation du gouvernement Elle était candidate RTP aux élections législatives de 2007. Elle est ouverte sur la question de la nécessité d'investissements internes et externes sur le patrimoine archéologique du Togo.

## Ouvrages
- Le site de Notsé : problématique de son importance historique des premiers résultats archéologiques, 1981
- Le site de Notsé : contribution à l'archéologie du Togo, 1986
- Les problèmes de conservation des chaussées en tessons de poterie du Togo, 1993
- Pavements et terres damées dans les régions du Golfe du Bénin : enquête archéologique et historique, 1995
- Approche ethnoarchéologique des survivances d'une technique ancienne d'aménagement du sol chez les Kabiye au Nord Togo, 2002
- L'archéologie à la recherche du royaume de Notse, 2004
- Archéologie et architecture traditionnelle en Afrique de l'Ouest : le cas des revêtements de sols au Togo : une étude comparée, 2018